# Анжеліка Бахманн
Анжеліка Бахманн (нім. Angelika Bachmann; нар. 16 травня 1979) — колишня німецька тенісистка.
Найвищу одиночну позицію світового рейтингу — 130 місце досягла 17 квітня 2000, парну — 90 місце — 18 грудня 2000 року.
Здобула 2 одиночні та 7 парних титулів туру ITF.
Найвищим досягненням на турнірах Великого шолома було 2 коло в парному розряді.
Завершила кар'єру 2010 року.

## Фінали ITF

### Одиночний розряд: 5 (2–3)
| Легенда          |
| ---------------- |
| турніри $100,000 |
| турніри $75,000  |
| турніри $50,000  |
| турніри $25,000  |
| турніри $10,000  |

| Результат | Ранг | Дата           | Турнір              | Покриття | Суперниця           | Рахунок       |
| --------- | ---- | -------------- | ------------------- | -------- | ------------------- | ------------- |
| Поразка   | 1.   | 1 березня 1999 | Бюхен, Німеччина    | Килим    | Ванесса Генке       | 2–6, 6–4, 6–2 |
| Перемога  | 2.   | 1 жовтня 2001  | Пльзень, Чехія      | Ґрунт    | Рената Кучерова     | 6–2, 3–6, 6–2 |
| Поразка   | 3.   | 3 лютого 2002  | Ортізеї, Італія     | Килим    | Флавія Пеннетта     | 7–6, 3–6, 6–3 |
| Перемога  | 4.   | 28 липня 2003  | Петанж, Люксембург  | Ґрунт    | Б'янка Ламаде       | 6–4, 7–6(9–7) |
| Поразка   | 5.   | 1 травня 2007  | Шарлотсвілл, Італія | Ґрунт    | Едіна Галловіц-Халл | 6–3, 6–3      |

| Результат | Ранг | Дата             | Турнір                            | Покриття   | Партнерка             | Суперниці                                   | Рахунок                 |
| --------- | ---- | ---------------- | --------------------------------- | ---------- | --------------------- | ------------------------------------------- | ----------------------- |
| Поразка   | 1.   | 15 грудня 1997   | Кашкайш, Португалія               | Ґрунт      | Магда Міхалаке        | Кірстін Фрає Анна Бєлень-Жарська            | 6–7, 6–0, 6–4           |
| Поразка   | 2.   | 8 лютого 1999    | Бірмінгем, Велика Британія        | Тверде (i) | Магда Міхалаке        | Кім де Вейлле Суріна Де Беер                | 6–4, 6–1                |
| Поразка   | 3.   | 1 березня 1999   | Бюхен, Німеччина                  | Килим      | Ліза Фріц             | Адрієнн Хегюдюш Анна Бєлень-Жарська         | 6–4, 6–2                |
| Поразка   | 4.   | 6 березня 2000   | Ортізеї, Італія                   | Тверде (i) | Ева Дірберг           | Джулія Казоні Антонелла Серра-Дзанетті      | 3–6, 6–4, 6–2           |
| Поразка   | 5.   | 3 квітня 2000    | Дубай, ОАЕ                        | Тверде     | Тіна Кріжан           | Татьяна Гарбін Каталін Мароші               | 7–6, 6–3                |
| Перемога  | 6.   | 10 квітня 2000   | Кань-сюр-Мер, Франція             | Тверде (i) | Джулія Казоні         | Ірода Туляганова Ганна Запорожанова         | 7–5, 6–1                |
| Поразка   | 7.   | 17 липня 2000    | Пухгайм, Німеччина                | Ґрунт      | Мелані Шнелль         | Светлана Кривенчева Зузана Валекова         | 7–5, 3–6, 7–5           |
| Перемога  | 8.   | 5 березня 2001   | Ортізеї, Італія                   | Тверде (i) | Ева Дірберг           | Катерина Кожокіна Келлі Лігган              | 3–6, 6–4, 6–2           |
| Поразка   | 9.   | 23 квітня 2001   | Сеул, Південна Корея              | Тверде     | Адрієнн Хегюдюш       | Кім Ин Ха Вінне Пракуся                     | 3–6, 2–6                |
| Поразка   | 10.  | 14 жовтня 2001   | Кардіфф, Велика Британія          | Тверде (i) | Ванесса Генке         | Наталія Єгорова Катерина Сисоєва            | 4–6, 6–1, 2–6           |
| Поразка   | 11.  | 3 лютого 2002    | Ортізеї, Італія                   | Килим      | Патріція Вартуш       | Юлія Бейгельзимер Анастасія Родіонова       | 6–4, 6–2                |
| Перемога  | 12.  | 14 липня 2003    | Гархінг-бай-Мюнхен, Німеччина     | Ґрунт      | Ленка Немечкова       | Антонія Матіч Лідія Штайнбах                | 6–2, 7–6(9–7)           |
| Перемога  | 13.  | 4 Сер 2003       | Гехінген (Цоллернальб), Німеччина | Ґрунт      | Ясмін Вер             | Даніела Клеменшиц Сандра Клеменшиц          | 6–1, 6–4                |
| Поразка   | 14.  | 12 липня 2004    | Гархінг-бай-Мюнхен, Німеччина     | Ґрунт      | Станіслава Грозенська | Еріка Краут Орелі Веді                      | 4–6, 6–7(5–7)           |
| Поразка   | 15.  | 14 березня 2006  | Фуертевентура, Іспанія            | Ґрунт      | Крістіна Барруа       | Юлія Бейгельзимер Анжеліка Реш              | 6–3, 6–7(5–7), 6–4      |
| Перемога  | 16.  | 7 листопада 2006 | Торонто, Канада                   | Тверде (i) | Гана Шромова          | Гейді Ель Табах Ралука Олару                | 6–4, 6–1                |
| Перемога  | 17.  | 14 січня 2007    | Тампа, США                        | Тверде     | Тетяна Лужанська      | Андреа Сестіні Главачкова Ольга Виметалкова | 7–5, 6–2                |
| Перемога  | 18.  | 21 січня 2007    | Форт-Волтон-Біч, США              | Тверде     | Тетяна Лужанська      | Марі-Ев Пеллетьє Суніта Рао                 | 7–5, 6–7(7–9), 7–6(7–4) |
| Поразка   | 19.  | 22 квітня 2007   | Дотан (Алабама), США              | Ґрунт      | Ванесса Генке         | Латіша Чжань Чжуан Цзяжун                   | 2–6, 3–6                |
| Поразка   | 20.  | 28 січня 2008    | Ла-Квінта (Каліфорнія), США       | Тверде     | Тетяна Лужанська      | Карлі Галліксон Шенай Перрі                 | 1–6, 4–6                |